# Трос
Трос — дротова мотузка (канат) складається лише з двох суцільних металевих дротів, скручених у спіраль, яка утворює композитну мотузку за схемою, відомою як прокладена мотузка. Трос більшого діаметру складається з кількох ниток такої прокладеної мотузки за схемою, відомою як прокладка кабелю. Виготовлені за допомогою промислової машини, відомої як скручувач, дроти пропускаються через серію бочок і обертаються в остаточну композиційну орієнтацію.
У більш точному розумінні термін дротяна мотузка стосується діаметра більше 9,5 мм (3⁄8 дюйма), з меншими калібрами, позначеними кабелем або шнурами. Спочатку використовували дріт з кованого заліза, але сьогодні основним матеріалом для дротяних канатів є сталь.
Історично трос розвинувся з ланцюгів із кованого заліза, які мали механічні пошкодження. У той час як дефекти ланок ланцюга або твердих сталевих прутків можуть призвести до катастрофічної поломки, дефекти дротів, що утворюють сталевий трос, менш критичні, оскільки інші дроти легко сприймають навантаження. Хоча тертя між окремими дротами та жилами спричиняє зношування мотузки протягом усього терміну служби, воно також допомагає компенсувати незначні збої в короткостроковій перспективі.
Дротяні канати були розроблені, починаючи з використання шахтних підйомників у 1830-х роках. Дротяні канати використовуються динамічно для підйому та підйому в кранах і ліфтах, а також для передачі механічної енергії. Дротовий трос також використовується для передачі сили в механізмах, таких як трос Боудена або поверхні управління літака, з'єднані з важелями та педалями в кабіні. Тільки авіаційні кабелі мають WSC (дротяну жилу). Крім того, авіаційні кабелі доступні меншого діаметру, ніж трос. Наприклад, авіаційні кабелі доступні в діаметрі 1,2 мм (3⁄64 дюйма), тоді як більшість дротяних канатів починаються з діаметра 6,4 мм (1⁄4 дюйма). Статичні дротяні троси використовуються для підтримки таких конструкцій, як підвісні мости, або як відтяжки для підтримки веж. Канатна дорога покладається на дротяний трос для підтримки та переміщення вантажу над головою.

## Інтернет-ресурси
- Types and construction of wire rope strand and cable
- U.S. Navy Technical Manual for Wire and Fiber Rope
- Modern history of wire rope
- Handbook of Oceanographic Winch, Wire and Cable Technology  [Архівовано 2013-10-23 у Wayback Machine.]
- US Federal Specification RR-W-410 for Wire Rope and Strand